# Mundalyk
Il Mundalyk (in russo Мундалык?) è un fiume della Russia siberiana orientale, affluente di destra della Lena. Scorre nel Kobjajskij ulus della Sacha (Jacuzia).
Il fiume ha origine da un piccolo lago. La lunghezza del Mundalyk è di 103 km, l'area del suo bacino è di 920 km². Scorre in direzione sud-occidentale fino a raggiungere la Lena a 1 037 km dalla sua foce.